# Карел Гофмайстер
Карел Гофмайстер (чеськ. Karel Hoffmeister; 26 вересня 1868, Лібліце — 23 вересня 1952, Глубока-над-Влтавою) — чеський піаніст, музикознавець і музичний педагог.

## Біографія
Навчався у Празькій органній школі у Ф. З. Скугерского, в Празькій консерваторії в Індржіха Каана фон Альбеста, вивчав також естетику в Карловому університеті в Отакара Гостінського. З 1891 р. викладав в Любляні. У 1899—1902 роках виступав у складі Чеського тріо. З 1902 року — професор Празької консерваторії, серед учнів Гофмайстера — Вальтер Зюскінд, Оскар Моравец, Йозеф Паленічек, Вілем Петржелка. У 1926 році вперше ввів у Празькій консерваторії курс клавесина. Займав пост ректора консерваторії у 1923—1924, 1930—1933, 1935—1936 та 1937—1938 роках.
В 1907—1919 роках разом з Карелом Штекером редагував газету «Музичний огляд» (чеськ. Hudební revue). Опублікував монографію про Антоніна Дворжака (чеськ. Antonín Dvořák, 1924, кілька перевидань, англійський переклад 1928), книгу спогадів про Вітезслава Новака (чеськ. 50 let s Vítězslavem Novákem, 1949), підручник з фортепіано (чеськ. Klavír; 1939).